# Узбекистанско-молдавские отношения
Узбекистанско-молдовские отношения — двусторонние отношения между Узбекистаном и Молдовой.

## История
Сразу после обретения независимости в 1991 году между Республикой Узбекистан и Молдовой были подписаны соглашения о дружбе и сотрудничестве, свободной торговле, избежании двойного налогообложения, правилах формирования финансово-отраслевых групп, производственной кооперации, торгово-экономическом сотрудничестве. Начала работу узбекско-молдовская совместная комиссия по многостороннему сотрудничеству. В 2000 году товарооборот между двумя странами составлял 4,2 миллиона долларов США. В 2001 году он вырос до 7,7 миллионов долларов. В Республике Узбекистан зарегистрировано 1 предприятие с молдовскими инвестициями.